# 小野寺健
小野寺 健（おのでら たけし、1931年9月19日 - 2018年1月1日）は、日本の英文学者、翻訳家。横浜市立大学名誉教授。

## 人物・来歴
神奈川県横浜市生まれ。東京大学英文科卒、同大学院に学び、1958年茨城大学専任講師、1962年横浜市立大学助教授、1967年英国リーズ大学に留学。横浜市立大学教授を96年定年退官、日本大学教授、2002年退職。
文化学院・文芸学科講師。2018年1月1日午前3時5分、老衰のため死去した。86歳没。
20世紀の英国小説を専門とし、ジョージ・オーウェル、アニータ・ブルックナー、E・M・フォースターなど翻訳多数、またエッセイ集もある。

## 著書
- 『イギリス的人生』（晶文社） 1983／ちくま文庫 2006 - 新編
- 『英国文壇史 1890 - 1920』（研究社出版） 1992
- 『英国的経験』（筑摩書房） 1998
- 『E.M.フォースターの姿勢』（みすず書房） 2001
- 『覚えておきたい人生の言葉』（河出書房新社） 2002

### 編著
- 『イギリス気質の英語』（筑摩書房、ラクーン英語読本） 1995
- 『心にのこる言葉』（河出書房新社（全4巻）） 1992 - 1999、河出文庫（全3巻） 1997 - 1998
  - 『心にのこる言葉 ベストセレクション』（ちくま文庫） 2010

## 翻訳
- 『薔薇と革命』（P・H・ニュービー、彌生書房） 1959
- 『レベル・セブン 第七地下壕』（モルデカイ・ロシュワルト、彌生書房） 1960 / サンリオSF文庫 1978
- 『現代小説のすがた』（ウィリアム・ヴァン・オコナー、南雲堂、不安の時代） 1961
- 『悲劇と脱出 一飛行士の回想』（アーネスト・ガン、河出書房新社） 1962
- 『アラビア砂漠』（C・M・ダウティ、筑摩書房、世界ノンフィクション全集） 1963
- 『小説 人間の歴史 第1巻』（ジェームズ・ミッチェナー、中野好夫, 沢崎順之助共訳、河出書房新社） 1967
- 『マンディンゴ』全2巻（カイル・オンストット、河出書房新社） 1968、新版1975
- 『赤と緑』（アイリス・マードック、河出書房新社） 1970
- 『ジャマイカの烈風』（リチャード・ヒューズ、筑摩書房、世界ロマン文庫） 1970 / 晶文社、文学のおくりもの 1977
- 『碾臼』（マーガレット・ドラブル、河出書房新社） 1971、河出文庫 1980
- 『辺境』（レイモンド・ウィリアムズ、講談社） 1972
- 『ハックスリー』（J・ブルック、研究社出版、英文学ハンドブック・シリーズ50「作家と作品」） 1972
- 『息子と恋人』（D.H.ロレンス、筑摩書房、筑摩世界文学大系） 1973 / 改訳（武藤浩史共訳、ちくま文庫） 2016
- 『黄金のイェルサレム』（マーガレット・ドラブル、河出書房新社） 1974
- 『大地』（パール・バック、集英社、世界文学全集） 1975 新版・全2巻 1978 / 改訳（岩波文庫 全4巻） 1997
- 『青春のブライズヘッド』（イヴリン・ウォー、講談社、世界文学全集） 1977 / 改訳（岩波文庫 上・下） 2009
- 『マンデルバウム・ゲイト』（ミュリエル・スパーク、集英社、世界の文学） 1977
- 『ニヒロンへの旅』（アラン・シリトー、講談社） 1979
- 『ドゥービン氏の冬』（バーナード・マラマッド、白水社） 1980
- 『暗い河』（V・S・ナイポール、TBSブリタニカ） 1981
- 『オーウェル評論集』（ジョージ・オーウェル、岩波文庫）1982
- 『ジョージー・ガール』（マーガレット・フォースター、晶文社） 1982
- 『女たちの遠い夏』（カズオ・イシグロ、筑摩書房） 1984、ちくま文庫 1994
  - 改題『遠い山なみの光』（ハヤカワepi文庫） 2001、新版2025
- 『少年の夏』（エド・マクラナハン、河出書房新社） 1984
- 『コーンの孤島』（バーナード・マラマッド、白水社） 1984
- 『ふだん着のアーサー・ケストラー』（ジョージ・ミケシュ、晶文社） 1986
- 『20世紀イギリス短篇選』上・下（編訳、岩波文庫） 1987
- 『白壁の緑の扉』（H・G・ウェルズ、国書刊行会、バベルの図書館） 1988
- 『ヒルダ・レスウェイズの青春』（アーノルド・ベネット、国書刊行会） 1989
- 『パリ・ロンドン放浪記』（ジョージ・オーウェル、岩波文庫） 1989
- 『ひと月の夏』（J・L・カー、白水社） 1989、白水Uブックス 1993
- 『ジンジャー・ツリー 愛と追憶の日本』（オズワルド・ワインド、河出書房新社） 1990
- 『群衆のなかで、さよならと手をふる人』（クリストファー・ド・ヴィンク、河出書房新社） 1993
- 『アイスクリーム戦争』（ウィリアム・ボイド、早稲田出版） 1993
- 『一杯のおいしい紅茶』（ジョージ・オーウェル、朔北社） 1995 / 中公文庫 2020
- 『ペンバリー館』（エマ・テナント、筑摩書房） 1996 
  - 改題『続 高慢と偏見』（ちくま文庫） 2006
- 『そしてイルカは跳ぶ 人生の詩と真実』（クリストファー・ド・ヴィンク、河出書房新社） 1997
- 『郷愁のモロッコ』（エスタ・フロイド、河出書房新社） 1999
- 『心の奥の愛の声 苦悩から自由への旅』（ヘンリ・J・M・ナウウェン、女子パウロ会） 2002
- 『青春のオフサイド』（ロバート・ウェストール、徳間書店） 2005
- 『秋の四重奏』（バーバラ・ピム、みすず書房） 2006
- 『博物館の裏庭で』（ケイト・アトキンソン、新潮社、新潮クレスト・ブックス） 2008
- 『嵐が丘』上・下（エミリー・ブロンテ、光文社古典新訳文庫） 2010
- 『ウェイクフィールドの牧師 - むだばなし』（オリヴァー・ゴールドスミス、岩波文庫） 2012

### アニータ・ブルックナー
- 『秋のホテル』（アニータ・ブルックナー、晶文社、ブルックナー・コレクション） 1988
- 『結婚式の写真』（アニータ・ブルックナー、晶文社、ブルックナー・コレクション） 1989
- 『英国の友人』（アニータ・ブルックナー、晶文社、ブルックナー・コレクション） 1990
- 『異国の秋』（アニータ・ブルックナー、晶文社、ブルックナー・コレクション） 1992
- 『嘘』（アニータ・ブルックナー、晶文社、ブルックナー・コレクション） 1994
- 『招く女たち』（アニータ・ブルックナー、晶文社、ブルックナー・コレクション）1996
- 『ある人生の門出』（アニータ・ブルックナー、晶文社、ブルックナー・コレクション） 2004

### E・M・フォースター
- 『民主主義に万歳二唱』（E・M・フォースター、みすず書房、E・M・フォースター著作集） 1994
- 『インドへの道』（E・M・フォースター、みすず書房、E・M・フォースター著作集） 1995。河出文庫 2022
- 『アビンジャー・ハーヴェスト』（E・M・フォースター、みすず書房、E・M・フォースター著作集） 1995
- 『フォースター評論集』（E・M・フォースター、編、岩波文庫） 1996
- 『老年について』（E・M・フォースター、編、みすず書房、大人の本棚） 2002

## 論文
- >小野寺健